# 阿木去乎镇
阿木去乎镇，是中华人民共和国甘肃省甘南藏族自治州夏河县下辖的一个乡镇级行政单位。

## 行政区划
阿木去乎镇下辖以下地区：
安果村、黑力宁巴村、扎代村、加禾村、吉昂村、完恳村、尼玛龙村、格合咱村、阿纳村和牙利吉村。

### 牙利吉办事处
2005年末，撤销牙吉利乡，并入阿木去乎镇，成为牙利吉办事处，全处共辖四个行政村，分别为阿纳、牙利吉、尼玛龙、格合咱行政村，共有33个自然村，人口6034人。

## 历史沿革
阿木去乎为藏语音译，阿木去乎部落为土著藏人部落，分为上八部落（上八沟）：吉仓部落、措尼吾部落、吉利部落、勒秀部落、阿拉部落、木道加仓部落、木道楞巴加仓部落等和下八部落（下八沟）：麦西部落、南畔部落、腮部落、加拉部落、吉扎部落、吉帛部落、黑力宁巴部落、吾合扎部落。
1928年夏河建县后，划入夏河辖区，1951年成为夏河县第六区，1958年，碌曲与玛曲合并为洮江县，阿木去乎归其所辖。1960年缩小公社体制，从阿木去乎划出麦西乡，1961年又分出牙利吉乡。1962年撤洮江县，阿木去乎复属夏河县，2005年末撤销牙吉利乡，并入阿木去乎镇。